# クルアーンへの批判
クルアーンへの批判では、イスラームの聖典クルアーンに書かれた内容とその解釈が、イスラム教徒と非イスラム教徒との間に見解の相違と争いを生じさせることがあることを説明する。

## 科学的観点
クルアーンは古代的世界観のもと記されており、ズ＝ル＝カルナイン（イスカンダル）が太陽が泥の泉に沈む場所にたどり着くシーンがある(これはムスリムの間では日の沈む場所＝西側の国だと解釈されている)。
クルアーンには、人間や動物の起源として、神による創造説が主張されている。現在もこれに基づき、イスラム圏の学校教育では、進化論を支持する教育・言論は禁じられていることが多い。進化論を否定するムスリムも存在している。啓典を絶対視する信仰を理由とした反進化論は、米国の原理主義キリスト教徒においてもみられる（創造科学、インテリジェント・デザイン）。
ムスリムの間では、逆にクルアーンが科学的だと言う主張がある。代表的なものはビッグバンと胎児の発生過程が奇跡的に予言されていた、というものである。この立場をとるムスリムにはAdnan Oktar（Harun Yahya）がいる。こうした科学とクルアーンの結びつけも批判の対象になっている。聖典と科学と結びつけはキリスト教、ヒンドゥー教など他宗教にもみられる。

## 聖書との関連
- 詳細は「聖書の説話とクルアーンの関係」「イスラームにおけるイーサー」を参照

聖書とクルアーンは同じくアブラハムの宗教の聖典であるが、例えばクルアーンではイエスの母親マルヤム（マリア）がレビ族のであるハールーン（アロン）の末裔姉妹とされている（クルアーン19章28節）。レビ族のハールーン（アロン）の末裔であるということは、マルヤム（マリア）がレビ族であることを示している。その根拠は新約聖書にも発見でき、ザカリアの妻エリサベツもハールーン（アロン）の末裔であり、エリサベツとマルヤム（マリア）は親族だからである（ルカによる福音書1章36節）ルカによる福音書1章5節には「ユダヤの王ヘロデの世に、アビヤの組の祭司で名をザカリヤという者がいた。その妻はアロン家の娘のひとりで、名をエリサベツといった」とある。マルヤム（マリア）がレビ族であるということは、その子イエスもレビ族であることを示唆している。この点、イエスをユダ族の末裔と考えるキリスト教徒と意見の相違がある。

## クルアーン間の矛盾
イスラム法学には、クルアーンやハディースのある言葉によって、他の節、章句を廃止し、無効化、または制限するナスフ(naskh, nasḫ)という概念があり、論争の種になっている。